# Horizontale strokengevel

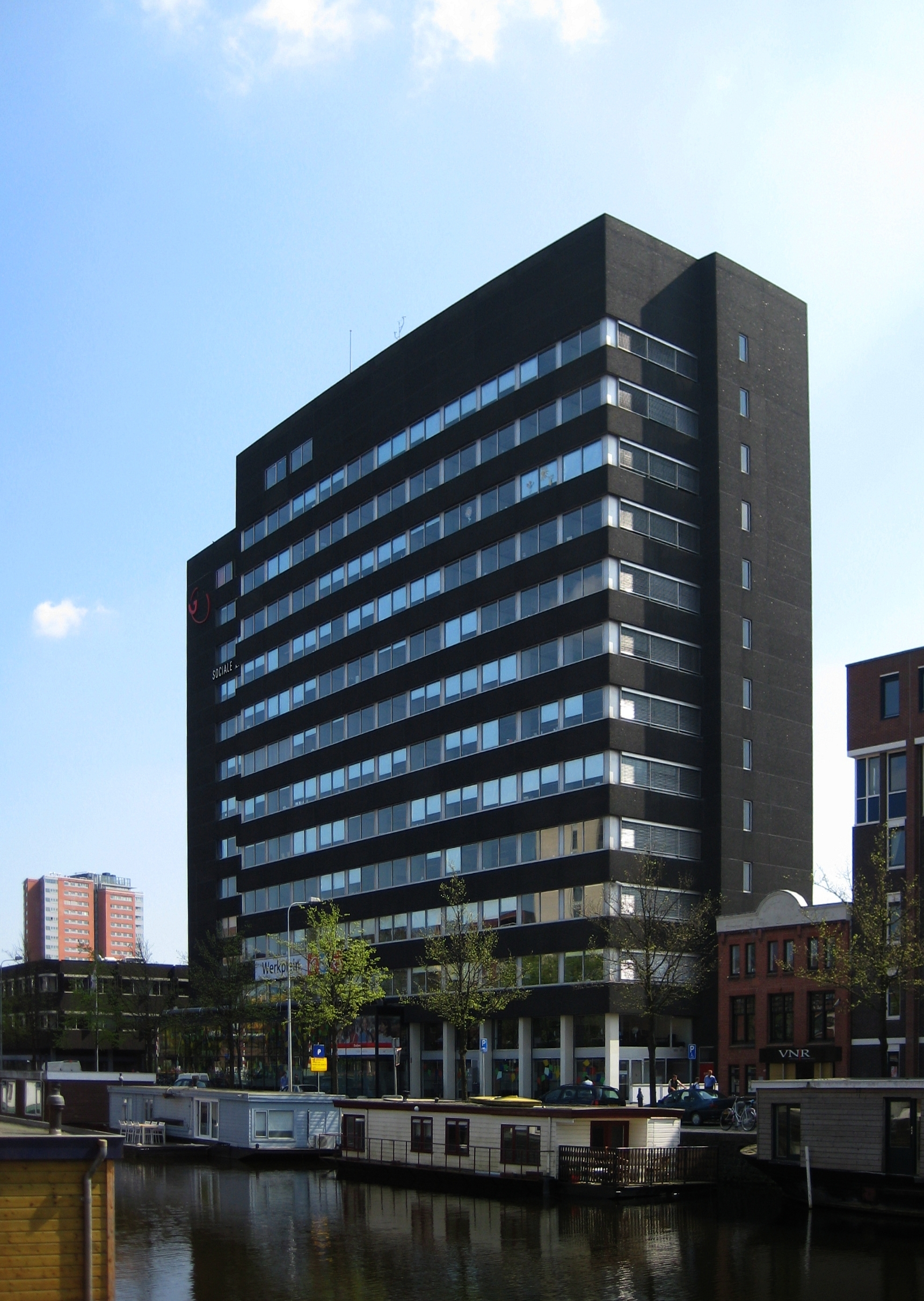
De Zwarte Doos in Groningen met een horizontale gevelverdeling

Een horizontale strokengevel is een gevel waarbij een horizontale verdeling van de gevelelementen het uiterlijk bepaalt.
Bij een dergelijke gevel lijkt het alsof het gebouw uit verschillende horizontale stroken bestaat die boven elkaar zijn geplaatst. Vaak is er bij een horizontale strokengevel duidelijk onderscheid te maken tussen de borstwering en de ramen. De gevel wordt vaak in moderne gebouwen en flatgebouwen gebruikt.
De tegenhanger van de horizontale strokengevel is de verticale strokengevel.